# 로우드니체나트라벰

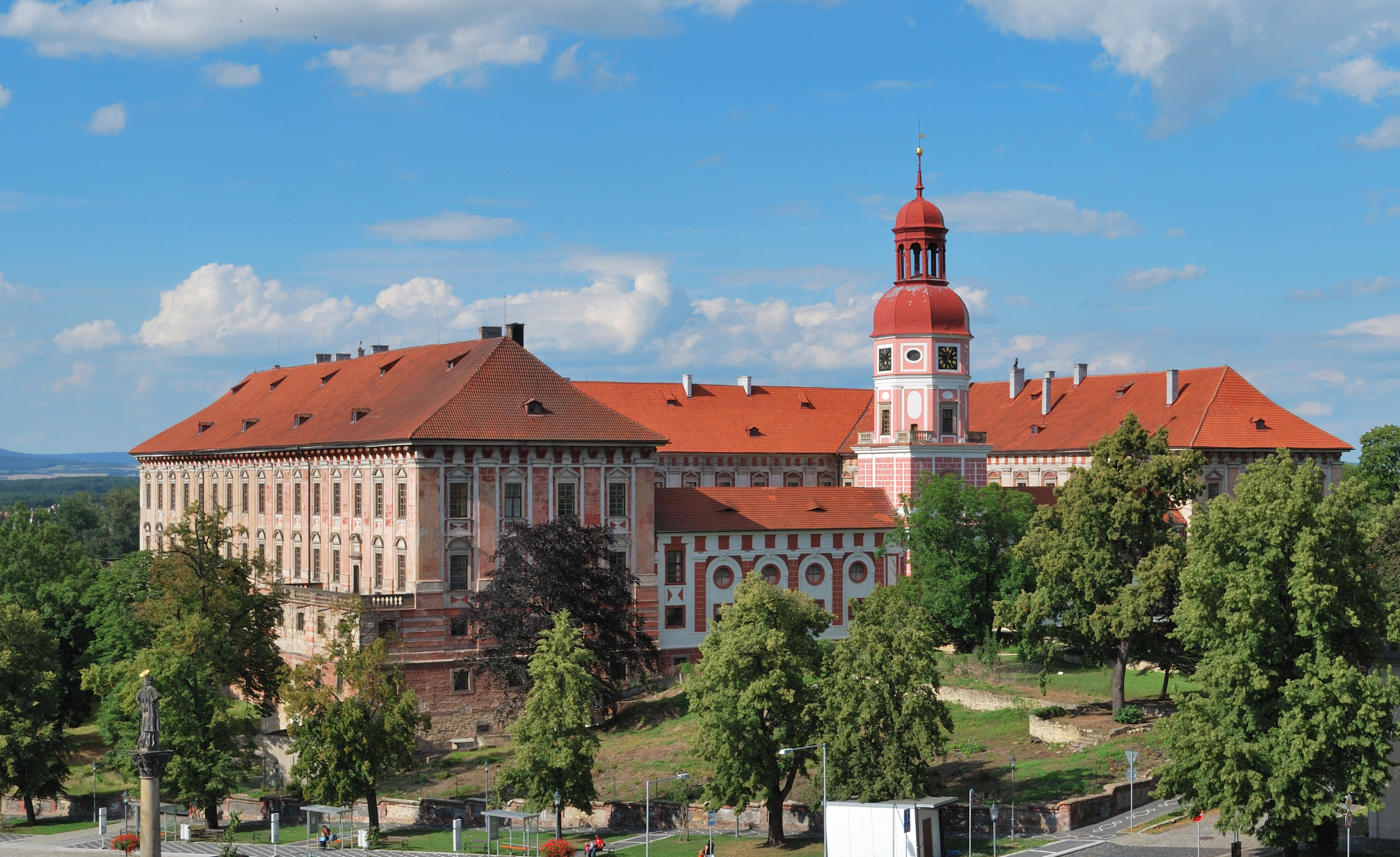
로우드니체나트라벰의 로우드니체 성

로우드니체나트라벰(체코어: Roudnice nad Labem, 독일어: Raudnitz an der Elbe 라우트니츠안데어엘베[*])은 체코 우스티주에 위치한 도시로 면적은 16.67km2, 높이는 195m, 인구는 13,263명(2006년 7월 3일 기준), 인구 밀도는 796명/km2이다. 엘베강(라베 강) 좌안과 접한다.
1167년 문헌에 처음 등장했으며 프라하, 피세크에 이어 보헤미아에서 3번째로 오래된 돌다리가 들어선 곳이다. 로마네스크 건축 양식 말기에 건설된 뒤에 바로크 건축 양식으로 재건된 성이 들어서 있다.

시기
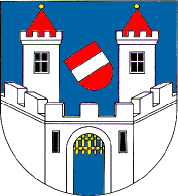
시 문장

## 인구
| 연도           | 인구   | ±%     |
| -------------- | ------ | ------ |
| 1869           | 5,373  | —      |
| 1880           | 6,435  | +19.8% |
| 1890           | 7,187  | +11.7% |
| 1900           | 8,723  | +21.4% |
| 1910           | 10,383 | +19.0% |
| 1921           | 10,022 | −3.5%  |
| 1930           | 10,399 | +3.8%  |
| 1950           | 9,347  | −10.1% |
| 1961           | 10,541 | +12.8% |
| 1970           | 11,155 | +5.8%  |
| 1980           | 13,956 | +25.1% |
| 1991           | 13,562 | −2.8%  |
| 2001           | 13,132 | −3.2%  |
| 2011           | 12,915 | −1.7%  |
| 2021           | 12,372 | −4.2%  |
| 출처: Censuses |        |        |